# Пас, Сенель
Сенель Пас (исп. Senel Paz; род. 1950, Фоменто, провинция Санкти-Спиритус) — кубинский писатель.

## Биография
Из крестьянской семьи, первым в семье получил образование. Окончил факультет журналистики Гаванского университета (1973). Работал в газетах, в издательствах, в Министерстве культуры. Руководил кафедрой сценарного мастерства в Международной киношколе в Сан-Антонио-де-лос-Баньос (1998—2001), затем стал деканом школы.
Наиболее известен как сценарист, и в первую очередь — сценарием фильма Клубника и шоколад по собственному рассказу Волк, лес и новый человек.

## Произведения

### Новеллы
- El niño aquel (1980)
- Los becados se divierten (1989)
- Волк, лес и новый человек/ El lobo, el bosque y el hombre nuevo (1991, пер. на иврит 2004, яп. пер.)
- Сёстры/ Las hermanas (1993)
- Не говори ей, что любишь/ No le digas que la quieres (2004)

### Романы
- Король в саду/ Un rey en el jardín (1983, араб. пер. 2002)
- Небо в алмазах/ En el cielo con diamantes (2007, премия Casa de América; итал. и порт. пер. 2007, фр. пер. 2008)

### Сценарии
- Невеста для Давида/ Una novia para David (1985)
- Восхитительная ложь/ Adorables mentiras (1992)
- Клубника и шоколад/ Fresa y Chocolate (1993)
- Maité (1994)
- Malena es un nombre de tango (1995)
- Cosas que dejé en la Habana (1997)
- Sí, quiero (1998)
- Рай под звездным небом/ Un paraíso bajo las estrellas (1999)
- Лист ожидания/ Lista de espera (2000, премия Гаванского КФ за лучший сценарий)
- Una rosa de Francia (2006)

## Признание
Орден Por la Cultura Nacional, медаль Алехо Карпентьера и др. награды.